# Veslanje na Poletnih olimpijskih igrah 1956
Veslanje na Poletnih olimpijskih igrah 1956 je obsegalo sedem disciplin, tekmovali pa so samo moški čolni. Tekme so se odvijale od 23. do 27. novembra 1956 na jezeru Lake Wendouree, Ballarat v Avstraliji.

## Pregled medalj
| Disciplina            | Zlato | Srebro | Bron |
| Enojec                | Vjačeslav Ivanov Sovjetska zveza | Stuart MacKenzie Avstralija | John B. Kelly, Jr. ZDA |
| Dvojni dvojec         | Sovjetska zveza Aleksandr Berkutov Juri Tjukalov | ZDA · Pat Costello · Jim Gardiner | Avstralija · Murray Riley · Mervyn Wood |
| Dvojec brez krmarja   | ZDA · James Fifer · Duvall Hecht | Sovjetska zveza Igor Buldakov Viktor Ivanov | Avstrija · Alfred Sageder · Josef Kloimstein |
| Dvojec s krmarjem     | ZDA · Arthur Ayrault · Conn Findlay · Armin Seiffert                                                                                                  | Nemčija · Karl-Heinrich von Groddeck · Horst Arndt · Rainer Borkowsky                                                                                          | Sovjetska zveza Ihor Jemčuk Georgij Žilin Vladimir Petrov                                                                                             |
| Četverec brez krmarja | Kanada · Archibald McKinnon · Lorne Loomer · Walter D'Hondt · Donald Arnold                                                                           | ZDA · John Welchli · John McKinlay · Art McKinlay · James McIntosh                                                                                             | Francija · René Guissart · Yves Delacour · Gaston Mercier · Guy Guillabert                                                                            |
| Četverec s krmarjem   | Italija Albert Winkler Romano Sgheiz Angelo Vanzin Franco Trincavelli Ivo Stefanoni                                                                   | Švedska Olle Larsson Gösta Eriksson Ivar Aronsson Evert Gunnarsson Bertil Göransson                                                                            | Finska Kauko Hänninen Reino Poutanen Veli Lehtelä Toimi Pitkänen Matti Niemi                                                                          |
| Osmerec               | ZDA · Thomas Charlton · David Wight · John Cooke · Donald Beer · Caldwell Esselstyn · Charles Grimes · Rusty Wailes · Robert Morey · William Becklean | Kanada · Philip Kueber · Richard McClure · Robert Wilson · David Helliwell · Donald Pretty · Bill McKerlich · Douglas McDonald · Lawrence West · Carlton Ogawa | Avstralija · Michael Aikman · David Boykett · Fred Benfield · Jim Howden · Garth Manton · Walter Howell · Adrian Monger · Brian Doyle · Harold Hewitt |

## Medalje
| Mesto  | Država          | Zlato | Srebro | Bron | Skupaj |
| 1      | ZDA             | 3     | 2      | 1    | 6      |
| 2      | Sovjetska zveza | 2     | 1      | 1    | 4      |
| 3      | Kanada          | 1     | 1      | 0    | 2      |
| 4      | Italija         | 1     | 0      | 0    | 1      |
| 5      | Avstralija      | 0     | 1      | 2    | 3      |
| 6      | Nemčija         | 0     | 1      | 0    | 1      |
| 6      | Švedska         | 0     | 1      | 0    | 1      |
| 8      | Avstrija        | 0     | 0      | 1    | 1      |
| 8      | Francija        | 0     | 0      | 1    | 1      |
| 8      | Finska          | 0     | 0      | 1    | 1      |
|        |                 |       |        |      |        |
| Skupaj | Skupaj          | 7     | 7      | 7    | 21     |